# 990 Yerkes
Yerkes (asteroide 990) é um asteroide da cintura principal com um diâmetro de 18,46 quilómetros, a 2,0903736 UA. Possui uma excentricidade de 0,2164405 e um período orbital de 1 591,54 dias (4,36 anos).
Yerkes tem uma velocidade orbital média de 18,23546197 km/s e uma inclinação de 8,78045º.
Esse asteroide foi descoberto em 23 de Novembro de 1922 por George Van Biesbroeck.